# 5688 (année hébraïque)
5688 (hébreu : ה'תרפ"ח , abbr. : תרפ"ח) est une année hébraïque qui a commencé à la veille au soir du 27 septembre 1927 et s'est finie le 14 septembre 1928. Cette année a compté 354 jours. Ce fut une année simple dans le cycle métonique, avec un seul mois de Adar. Ce fut la quatrième année depuis la dernière année de chemitta.

## Calendrier
Ce calendrier hébraïque de l'année 5688 donne les correspondances avec les dates du calendrier grégorien.
Le premier nombre dans chaque case correspond au jour du mois hébraïque. Les jours en couleurs sont des jours remarquables juifs .
| ◄◄ | 5688 | ►► |

## Naissances
- Chaim Kanievsky
- Ariel Sharon

## Décès
- Tzvi-Peretz Hayot

5683 - 5684 - 5685 - 5686 - 5687 - 5688 - 5689 - 5690 - 5691 - 5692 - 5693